# Eduardo Gómez Cortez
Eduardo Hernán Gómez Cortez (Ovalle, 2 de junio de 1958) es un exfutbolista chileno que se desempeñaba en la posición de defensa central, destacó principalmente en Cobreloa y en la selección de fútbol de Chile en los años 80.

## Trayectoria
Debutó en 1978 por Deportes Ovalle, equipo de su ciudad natal, el cual se encontraba en segunda división con chances de subir a la división de honor, destacando como mediocampista ofensivo. En 1979 por recomendación de su hermano mayor Rubén es fichado por Cobreloa, subcampeón del torneo de Primera División chileno.
En sus inicios, por su juventud, tuvo pocas oportunidades en el equipo titular, fue enviado a préstamo a Deportes Arica por recomendación de Vicente Cantatore, club donde hizo una gran campaña pero tuvo una lesión.
En 1981 retorna para reforzar el plantel campeón, con Cantatore quien le reubicó en la posición de defensa central, posición en la que destacaría el resto de su trayectoria profesional. Ese año, es integrante del plantel que llega a la final de la Copa Libertadores.
En 1982 se afirma como el central titular junto a Mario Soto, tras la lesión del polivalente Eduardo Jiménez. Ese año el equipo consiguió su segundo campeonato nacional y llegó por segunda vez a una final de Copa Libertadores, perdida tras gol de Fernando Morena en el último minuto.
Con Cobreloa logró los campeonatos nacionales de 1982, 1985 y 1988, además de la Copa Chile 1986 y dos liguillas para la Copa Libertadores. Su nivel lo llevó a ser nombrado el mejor jugador del torneo de 1985, como también a ser sondeado por equipos extranjeros como Estudiantes de La Plata, siendo declarado intransferible por Cobreloa.
Tras dejar Cobreloa en 1990, luego de sufrir graves lesiones, como una rotura del tendón de Aquiles, la cual inclusive lo privó de ser convocado a la selección nacional, recaló en la Universidad de Chile para la temporada de 1991 tras recibir el llamado de Pedro Morales, donde pese a cumplir un estricto entrenamiento físico para ponerse a punto tanto para temporada como para la Copa América 1991, no rindió al nivel esperado, inclusive declarando que le daba vergüenza cobrar su sueldo. Debido a esto, en septiembre de 1991 anunció su retiro de fútbol profesional.
Tras dedicarse un tiempo a las parcelas que tenía en su natal Ovalle, comenzó nuevamente a jugar con amigos, por lo que desestimó su retiro, firmando para la temporada 1993 en Deportes La Serena. Tras 2 temporadas en el conjunto papayero, retornó a Deportes Ovalle, donde se retiró definitivamente en 2002.
En la actualidad se dedica  a formar jugadores en su Academia de Fútbol en las canchas del complejo AFAO de su natal Ovalle, a grupos de niños entre 9 y 13 años del sector Cancha Rayada y Media Hacienda.

## Selección nacional
Fue el defensa central titular de la selección entre 1984 y 1987, siendo un inamovible, en el esquema de los entrenadores de la época. Por su excelente campaña en Cobreloa y tras el recambio generacional luego del fracaso mundialista chileno en 1982, pudo debutar en 1983, pero una lesión aplazó su debut hasta el 17 de junio de 1984, en un amistoso contra la Selección de fútbol de Inglaterra, desde entonces fue el central titular de la selección junto a Soto, Valenzuela y posteriormente Astengo.
Disputó las Eliminatorias para el mundial de México 1986 y la Copa América 1987, donde Chile llegó tras una sorpresiva campaña a la final, siendo derrotados 1-0 por Uruguay con Gómez expulsado en el minuto 14' del partido por una fuerte entrada contra Enzo Francescoli, siendo éste su último partido por el combinado nacional. Posteriormente se vio marginado del polémico proceso clasificatorio de 1989 por sus lesiones en el periodo.

### Participaciones en Clasificatorias
| Eliminatorias             | País   | Resultado              | Partidos |
| ------------------------- | ------ | ---------------------- | -------- |
| Eliminatorias México 1986 | México | Eliminado en Repechaje | 6        |

### Participaciones en Copa América
| Copa              | Sede      | Resultado  | Partidos |
| ----------------- | --------- | ---------- | -------- |
| Copa América 1987 | Argentina | Subcampeón | 3        |

## Clubes
| Club                      | País  | Año       |
| ------------------------- | ----- | --------- |
| Deportes Ovalle           | Chile | 1978      |
| Cobreloa                  | Chile | 1979-1990 |
| → Deportes Arica (cedido) | Chile | 1980      |
| Universidad de Chile      | Chile | 1991      |
| Deportes La Serena        | Chile | 1993-1994 |
| Deportes Ovalle           | Chile | 1995−2002 |

## Palmarés

### Campeonatos nacionales
| Título           | Club     | País  | Año  |
| ---------------- | -------- | ----- | ---- |
| Primera División | Cobreloa | Chile | 1982 |
| Primera División | Cobreloa | Chile | 1985 |
| Primera División | Cobreloa | Chile | 1988 |
| Copa Chile       | Cobreloa | Chile | 1986 |

### Distinciones individuales
| Distinción                                     | Año  |
| ---------------------------------------------- | ---- |
| Jugador del año de la Primera División chilena | 1985 |